# Bristol Motor Speedway
Bristol Motor Speedway, ursprünglich bekannt als Bristol International Raceway und Bristol Raceway, ist eine NASCAR-Rennstrecke in Bristol im US-Bundesstaat Tennessee. Sie wurde im Jahre 1960 erbaut und das erste Rennen fand am 30. Juli 1961 statt. Neben dem Oval als Hauptrennstrecke gehört zur Anlage auch noch eine viertel Meile lange Rennstrecke für Dragster, die lange Zeit als Thunder Valley bekannt war.

## Überblick
Die aus einer reinen Betonkonstruktion bestehende Rennstrecke in Bristol ist eine der beliebtesten Rennstrecken der NASCAR-Serien und ähnelt dem Dover International Speedway, mit der Ausnahme, dass sie um einiges kürzer ist. Bis zur Erneuerung der Fahrbahnoberfläche im Jahre 2007 waren die Kurvenüberhöhungen nach Angaben des Betreibers von 36° die steilsten innerhalb von NASCAR. Allerdings gab es bis dato auch gegenteilige Aussagen über den Grad der Überhöhung. So äußerte Ryan Newman in einem Interview, dass seine Crew bei einem Test nur eine Überhöhung von 26° gemessen habe. Abgesehen davon ist die Rennstrecke so kurz, dass die erreichten Geschwindigkeiten geringer als auf Superspeedways sind, aufgrund der starken Überhöhung aber höher als auf anderen Short Tracks.
Die Kürze der Strecke führt dazu, dass die 43 Fahrzeuge der Startaufstellung nahezu die Hälfte der Rennstrecke einnehmen, sodass die Fahrzeuge von den letzten Startpositionen bereits eine gute halbe Runde Rückstand zur Spitze haben. Eine weitere Besonderheit aufgrund der kurzen Strecke sind die zwei Boxengassen, jeweils eine davon im Bereich der Start- und Zielgeraden und eine im Bereich der Gegengeraden. Bis ins Jahr 2002 wurde den Fahrern, die sich am schlechtesten qualifiziert hatten, die Boxengasse der Gegengerade zugewiesen. Nach einer Regeländerung in diesem Jahr gibt es eine zweigeteilte Regelung: Während einer Gelbphase bilden beide Boxengassen eine zusammengesetzte einzelne Boxengasse. Die Einfahrt zur Box befindet sich in Kurve 2, der Ausgang in Kurve 1, was bedeutet, dass ein Fahrzeug eine komplette Runde in der Boxengasse absolvieren muss. Hierdurch wurde der Nachteil der rückwärtigen Box beseitigt. Während das Rennen unter Grün läuft, befindet sich die Einfahrt zur rückwärtigen Box in Kurve 2 und die Ausfahrt in Kurve 3. Die Einfahrt zur vorderen Boxengasse befindet sich in Kurve 4 und die Ausfahrt in Kurve 1. Diese neue Regelung hob zwar die Benachteiligung der schlechter qualifizierten Fahrer auf, sorgte aber auch für Verwirrung, sodass einige Fahrer unter Grün beide Boxengassen durchfuhren.
Aufgrund des dichten Verkehrs und der Leistung der Rennwagen führt oftmals zu Aussagen wie „Kampfjets in einer Turnhalle fliegen“. Unter den Fans und den Fahrern gibt es im Grunde nur zwei Meinungen zum Bristol Motor Speedway. Entweder sie lieben sie oder sie hassen sie. Oftmals hängt dies auch damit zusammen, ob sie mit Rennen auf Short Tracks oder auf Superspeedways erwachsen geworden sind. Weiterhin tendieren Rennen in Bristol eine hohe Anzahl von Runden unter Gelb zu erzeugen, da unter dem dichten Verkehr auf der engen Strecke Berührungen und Rempeleien zwischen den Fahrzeugen und daraus resultierende Unfälle praktisch unausweichlich sind.
Die Kürze der Strecke führt auch zu weiteren Besonderheiten. Bis zur Einführung der sogenannten „Lucky Dog“-Regel im Jahre 2004, wonach sich der zuletzt überrundete Fahrer bei einer Gelbphase wieder zurückrunden darf, war Bristol eine der wenigen Strecken, wo es für einen Fahrer möglich war, trotz mehreren Runden Rückstand das Rennen noch zu gewinnen. Auf den meisten modernen Rennstrecken, insbesondere den Superspeedways, war dies praktisch unmöglich. Gleichzeitig kann der Vorteil der kurzen Strecke aber auch ins Gegenteil umschlagen, denn ein Boxenstopp unter Grün resultiert bei einer durchschnittlichen Rundenzeit von etwa 15 Sekunden zwangsläufig in einem Rundenrückstand.
NASCAR veranstaltet in der Monster Energy NASCAR Cup Series zwei Rennen über jeweils 500 Runden in Bristol. Das Rennen im Frühling ist traditionell ein Rennen bei Tageslicht, während das Rennen im Spätsommer als Nachtrennen veranstaltet wird. Eintrittskarten zu den Rennen der Cup Series gelten aufgrund der Beliebtheit des Rennens und der daraus resultierenden Nachfrage als schwer zu bekommen. Aber auch die Rennen der Xfinity Series mit oftmals mehr als 100.000 Zuschauer zählen zu den erfolgreichsten dieser Serie, sodass sich FOX dazu entschied, zwischen 2004 und 2006 auch diese Rennen landesweit auszustrahlen.
Zu den weiteren Veranstaltungen zählen das einzige Rennen der NASCAR Camping World Truck Series, das am Mittwochabend innerhalb der Woche ausgetragen wird, sowie Rennen der sogenannten „Sprint Cars“. Letztere wurden ebenfalls von mehr als 100.000 Zuschauern besucht, einer Zahl, die für diese Events sonst nahezu nie erreicht wird.

## Geschichte
Ursprünglich war die Errichtung einer neuen Rennstrecke zunächst in Piney Flats vorgesehen, doch dort gab esWiderstand in der Bevölkerung. So wurde der mögliche Piney Flats International Speedway etwa 5 Meilen nördlich am Highway 11-E auf dem Gelände einer ehemaligen Molkerei in Bristol gebaut. Zuvor waren Larry Carrier und Carl Moore im Jahre 1960 zum Charlotte Motor Speedway gereist, um sich dort ein Rennen anzusehen. Im Anschluss daran entschieden sie, einen Speedway im Nordosten von Tennessee zu bauen, allerdings als verkleinerte Version des Charlotte Motor Speedway mit einer Streckenlänge von rund einer halben Meile.
Die Bauarbeiten zum Bristol International Speedway begannen im Jahr 1960 und dauerten ungefähr ein Jahr. Während dieser Zeit entstanden viele Ideen für die Rennstrecke von Carrier, Moore und Pope auf Umschlägen und Papiertüten.
Der Kauf des Grundstücks sowie der Bau kosteten rund 600.000 US-Dollar. Die gesamte Fläche des Speedways inklusive Parkplätze für mehr als 12.000 Autos beträgt mehr als 100 ac, d. h. mehr als 4 km². Der ursprüngliche Speedway war exakt eine halbe Meile lang mit einer Breite von 60 Fuß (rund 18 m) auf den Geraden und 75 Fuß (rund 23 m) in den Kurven. Die Überhöhung in den Kurven betrug 22°. Beim ersten NASCAR-Rennen auf dem Bristol Motor Speedway am 30. Juli 1961 standen 18.000 Sitzplätze zur Verfügung. Vor diesem Rennen fanden bereits anderweitige wöchentliche Rennen statt. Der erste NASCAR-Fahrer, der die Strecke am 27. Juli 1961 zum Training befuhr war Tiny Lund. Die erste Pole-Position ging an Fred Lorenzen, der eine Geschwindigkeit von 79,225 mph erreichte. Das Eröffnungsrennen, das Volunteer 500, gewann Jack Smith. Am Ende des Rennens saß dieser jedoch nicht mehr selber am Steuer seines Wagens, sondern Johnny Allen, der nach 290 Runden das Steuer übernahm. Beide Fahrer teilten sich das Preisgeld von 3225 US-Dollar. Die Gesamtgewinnsumme, die an diesem Rennen ausgeschüttet wurde, betrug 16.625 US-Dollar. Bei diesem ersten Rennen, bei dem 19 von 42 gestarteten Wagen ins Ziel kamen, sang der damals 17-jährige Star der Countrymusik Brenda Lee die Nationalhymne.
Im Herbst des Jahres 1969 wurde der Bristol Motor Speedway renoviert und neu bemessen. Die Kurven wurden auf 36° überhöht und die Länge der Strecke änderte sich auf 0,533 Meilen.
Nach dem Ende der Saison des Jahres 1976 wurde der Speedway an Lanny Hester und Gary Baker verkauft. Im Frühjahr 1978 erfolgte die Umbenennung in Bristol International Raceway. Ein gutes halbes Jahr später, im August des Jahres 1978 wurde das erste Nachtrennen auf dem Oval abgehalten, das seitdem eine der beliebtesten Veranstaltungen des NASCAR Cup Series geworden ist.
Am 1. April 1982 verkaufte Lanny Hester seinen Anteil am Speedway an Warner Hodgdon, der sich am 6. Juli 1983 den alleinigen Besitz an der Rennstrecke sowie dem Nashville Speedway sicherte. Er ernannte Larry Carrier zum Manager der Strecke in Bristol. Nachdem Hodgdon am 11. Januar 1985 Konkurs anmelden musste, übernahm Carrier den Speedway und beglich alle noch ausstehenden Schulden.
Im Jahre 1992 fand ein weiterer Umbau des Bristol Motor Speedway statt. Dabei wurde die Asphaltoberfläche der Strecke abgetragen und durch eine Betonoberfläche ersetzt, für die sie seitdem berühmt ist.
Am 22. Januar 1996 verkaufte Larry Carrier den Speedway an Bruton Smith und seine Firma Speedway Motorsports für 26 Mio. US-Dollar. Zu diesem Zeitpunkt bot die Rennstrecke Platz für 71.000 Zuschauer. Am 28. Mai erfolgte die offizielle Umbenennung zu Bristol Motor Speedway. Drei Monate später, im August 1996, wurden weitere 15.000 Sitzplätze hinzugefügt, sodass die Zuschauerkapazität bei 86.000 Plätze lag. Seitdem wurde er kontinuierlich weiter ausgebaut, sodass im April 1997 bereits 118.000 Sitzplätze zur Verfügung standen. Zusätzlich waren 22 sogenannte „Skyboxen“ errichtet worden. Für das Goody’s 500 im August lagen die Zahlen schon bei 131.000 Plätzen und 100 Skyboxen. Seit der Übernahme hatte Smith zu diesem Zeitpunkt mehr als 50 Mio. Dollar in den Ausbau des Speedway investiert und alle Zuschauerbereiche nach bisherigen Siegern und NASCAR-Champions umbenannt.

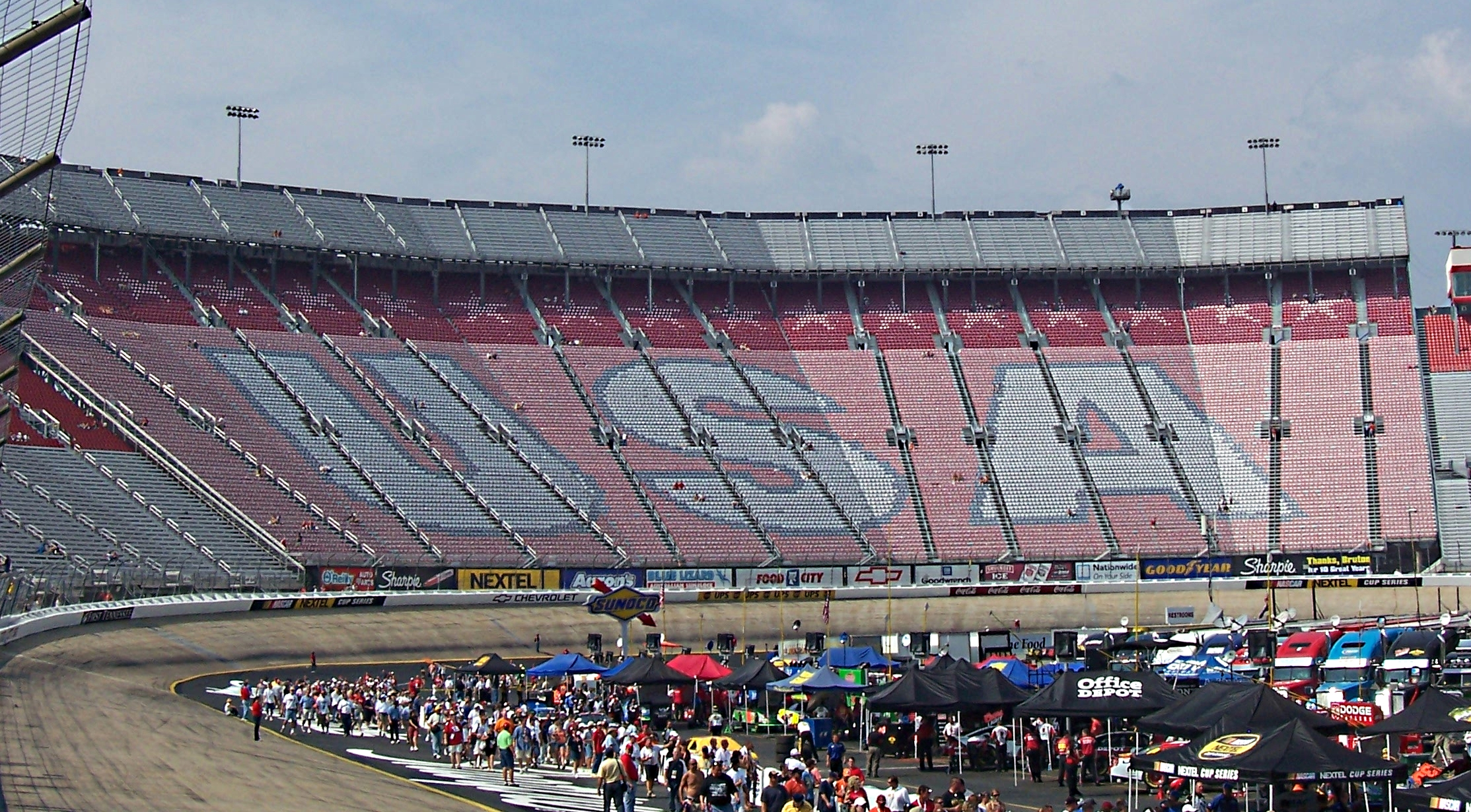
Kulwicki Tribüne vor dem Sharpie 500 im Jahre 2006.

Der Ausbau hielt aber weiterhin an. So lag die Zuschauerkapazität beim Food City 500 im März des Jahres 2000 bei 147.000 Plätzen, nachdem die Kulwicki-Terrasse und der Kulwicki-Tower vollendet wurden. Beide sind benannt nach dem NASCAR-Star Alan Kulwicki, der als amtierender Champion im Jahre 1993 bei der Anreise zum Frühlingsrennen in Bristol bei einem Flugzeugabsturz ums Leben kam. Als Tribut an den zurückgetretenen Star Darrell Waltrip wurden die kompletten Kurven 3 und 4 ihm zu Ehren umbenannt. Ein zusätzlicher Abschnitt im Bereich der Start- und Ziellinie ist ihm zu Ehren zudem als alkoholfrei ausgewiesen, da sich Waltrip im Jahre 1987 weigerte für ein Team zu starten, dessen Sponsor aus der Alkoholindustrie stammte. Unter den weiteren Personen, die bei der Umbenennung der Tribünen berücksichtigt wurden, sind beispielsweise die Allison-Familie sowie David Pearson.
Auch die folgenden Jahre wurden zum Ausbau genutzt. So wurde im Jahre 2002 der lange erwartete Fußgängertunnel zum Infield der Rennstrecke fertiggestellt, sodass es auch während des Rennens betreten und verlassen werden kann. Gleichzeitig wurde im Infield ein neues Gebäude für die Fahrerbesprechungen fertiggestellt. Weitere Neuerungen waren eine neue Victory Lane und neue Anzeigetafeln in den Kurven 2 und 3.

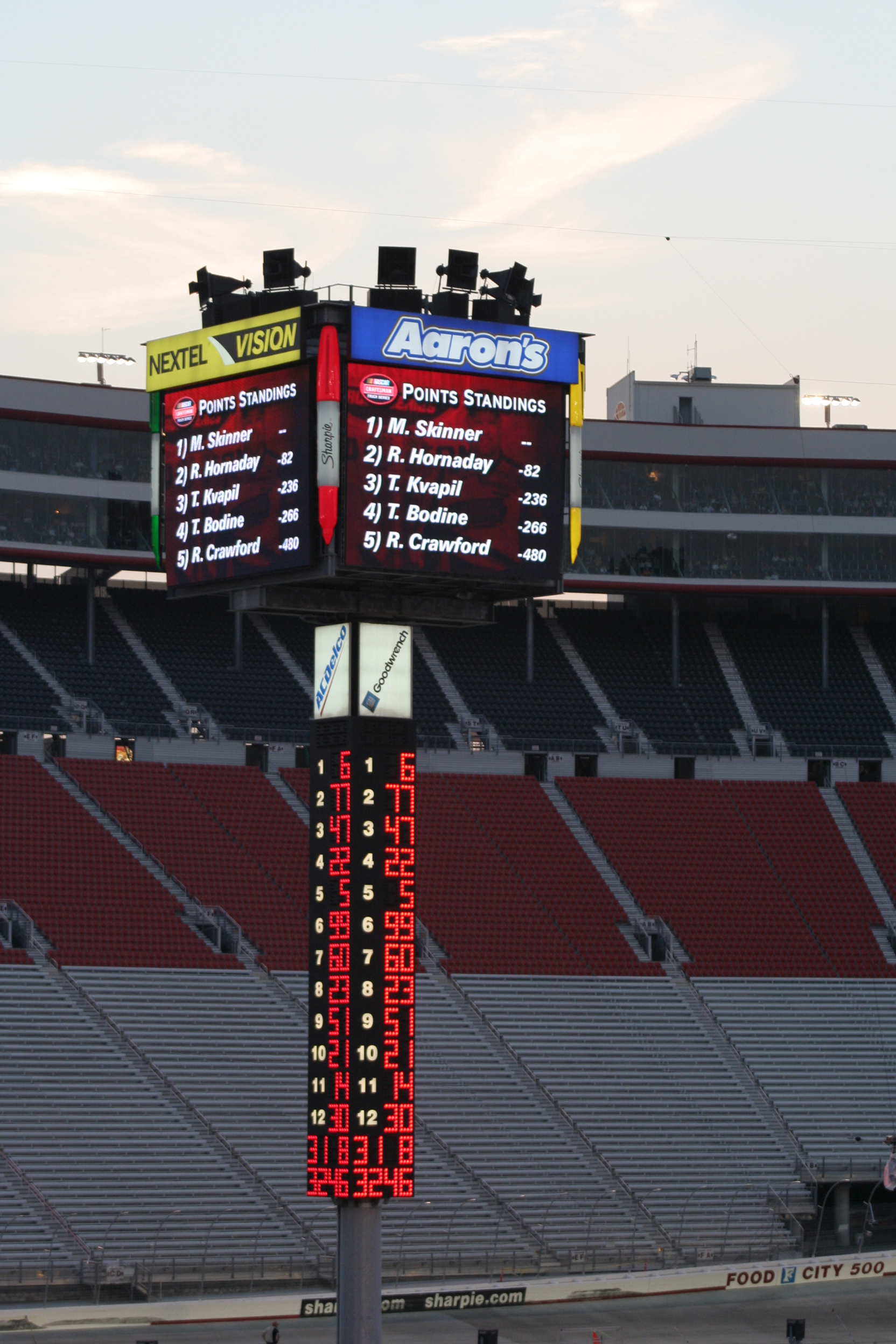
Der neue Turm mit den Videoleinwänden und den Platzierungen während eines Rennens.

Am 26. August 2002 begann das ehrgeizigste Projekt seit dem Kauf des Bristol Motor Speedway durch Speedway Motorsports im Jahre 1996. Die komplette Gegengerade inklusive der letzten Sitzbänke aus Beton wurde abgebrochen und neu aufgebaut. Dadurch erhöhte sich die Zuschauerkapazität auf über 160.000 Plätze. Oberhalb der Tribüne wurden zusätzlich 52 luxuriöse Suiten errichtet. Die einzelnen Bereiche der Tribüne sind ebenfalls nach berühmten NASCAR-Fahrern benannt, darunter Richard Petty, Cale Yarborough und Dale Earnhardt. Ein Bereich mit 5000 Sitzplätzen der Tribüne in Kurve 1 und 2 oberhalb der Alan Kulwicki-Tribüne ist benannt nach Rusty Wallace.
Beim Food City 500 am 25. März 2007 feierte das Car of Tomorrow auf dem Speedway seine Premiere. Im Verlauf des Jahres folgten nochmalige Erweiterungen am Speedway. Dabei wurde unter anderem ein Turm inmitten des Infields platziert, der auf allen vier Seiten eine Videoleinwand besitzt. Auch die Fahrbahndecke wurde erneuert und die Kurven rekonfiguriert, die seitdem eine variable Überhöhung besitzen.

## Rekorde
- NASCAR Cup Series Qualifying: Denny Hamlin, 14,573 s (131.668 mph) (211,899 km/h), 19. August 2016
- NASCAR Cup Series Rennen (500 Runden): Charlie Glotzbach, 2:38:12 (101,074 mph) (162,663 km/h), 11. Juli 1971
- NASCAR Xfinity Series Qualifying: Erik Jones, 15.002 s (127.903 mph) (205,840 km/h), 19. August 2016
- NASCAR Xfinity Series Rennen (300 Runden): Kyle Busch, 2:13:59 (71,606 mph) (115,239 km/h), 25. März 2006
- NASCAR Xfinity Series Rennen (250 Runden): Harry Gant, 1:26:02 (92,929 mph) (149,555 km/h), 4. April 1992
- NASCAR Camping World Truck Series Qualifying: Ken Schrader, 15,118 s (126,922 mph) (204,261 km/h), 2004
- NASCAR Camping World Truck Series Rennen (200 Runden): Daniel Suárez, 14.884 s (128.850 mph) (207,364 km/h), 17. August 2016

## Trivia
- Der Pixar-Film Cars nutzt den Bristol Motor Speedway als Basis für die Rennstrecke im Rennen zu Beginn des Films. Dabei wurde die Größe der Strecke erhöht, um eine Stadion-ähnlichere Atmosphäre zu erzeugen.
- Für viele Jahre war es für die Teams unmöglich ihre Transporter im Infield der Rennstrecke zu parken. Zudem gab es auch keinen richtigen Garagenbereich. Die Transporter mussten außerhalb der Rennstrecke geparkt werden, was zur Folge hatte, dass die Teams während des Rennens diese nicht erreichen konnten, beispielsweise um Ersatzteile zu holen. Seit dem Umbau des Infields in den frühen 1990er Jahren ist es komplett asphaltiert, sodass die Transporter in einem ausgeklügelten System dort abgestellt werden können.
- Am 25. März 2007 fand in Bristol die Premiere vom neuen Rennwagen der NASCAR, dem sogenannten Car of Tomorrow (COT) statt. Jeff Gordon sicherte sich die erste Pole-Position mit dem neuen Wagen, Kyle Busch gewann das erste Rennen damit.
- Am 10. September 2016 fand im Bristol Motor Speedway das Battle at Bristol ein College Football Spiel zwischen Virginia Tech und der University of Tennessee statt. Dabei haben 156.990 Fans für einen Zuschauer-Weltrekord im Football gesorgt.